# 大和郡山市総合公園施設多目的体育館
大和郡山市総合公園施設多目的体育館（金魚スクエア）（やまとこおりやまし　そうごうこうえんしせつ　たもくてきたいいくかん(きんぎょすくえあ)）は奈良県大和郡山市矢田山町にある体育館である。

## 解説
昭和59年に奈良県で開催された第39回国民体育大会「わかくさ国体」の会場として整備された大和郡山市総合公園内に、昭和63年7月開館。平成21年、奈良県を中心に開催された2009近畿まほろば総体では、バレーボールの主会場となった。金魚のまち・大和郡山を全国にPRするため、毎年8月に開催される「全国金魚すくい選手権大会」の会場としても使用されている。近畿まほろば総体開催を期に愛称を公募し、その結果「金魚スクエア」とも呼称されることとなった。
2013年からは奈良県初のプロスポーツ（バスケットボール）チーム・バンビシャス奈良のホームアリーナの一つとして使用されている。

## 施設概要
- 収容人数　1階移動観覧席（両側15段）1,922名　　2階固定席　514名
- バスケットボールコート2面、バレーボールコート(6人制)2面、バドミントン8面などが取れる。

## 開館時間
午前9時～午後9時

## 休館日
毎週火曜日、祝日の翌日、年末年始（12月26日～1月5日）

## 交通アクセス
- 近鉄橿原線近鉄郡山駅、JR大和路線大和小泉駅から奈良交通バス、｢市営グランド前｣下車。
- 第二阪奈道路中町ランプから15分。

## 脚註
1. ↑  金魚すくい日本一かけ熱い戦い　奈良・大和郡山（朝日新聞　2012年8月20日00:49配信　2013年1月14日閲覧）
2. 1 2  外国人、ポイ手に真剣 - JICA研修員ら出場／金魚すくい選手権県予選　奈良新聞　2011年8月21日配信　2013年1月14日閲覧）
3. ↑  東九州龍谷２年連続Ｖ　高校総体バレー（大分合同新聞　2009年08月07日09:44配信　2013年1月14日閲覧）
4. ↑  金魚すくい選手権、被災地の出場枠拡大へ（讀賣新聞 2011年6月5日14:24配信　2013年1月13日閲覧）